# 達瓦道爾吉·岡包勒德

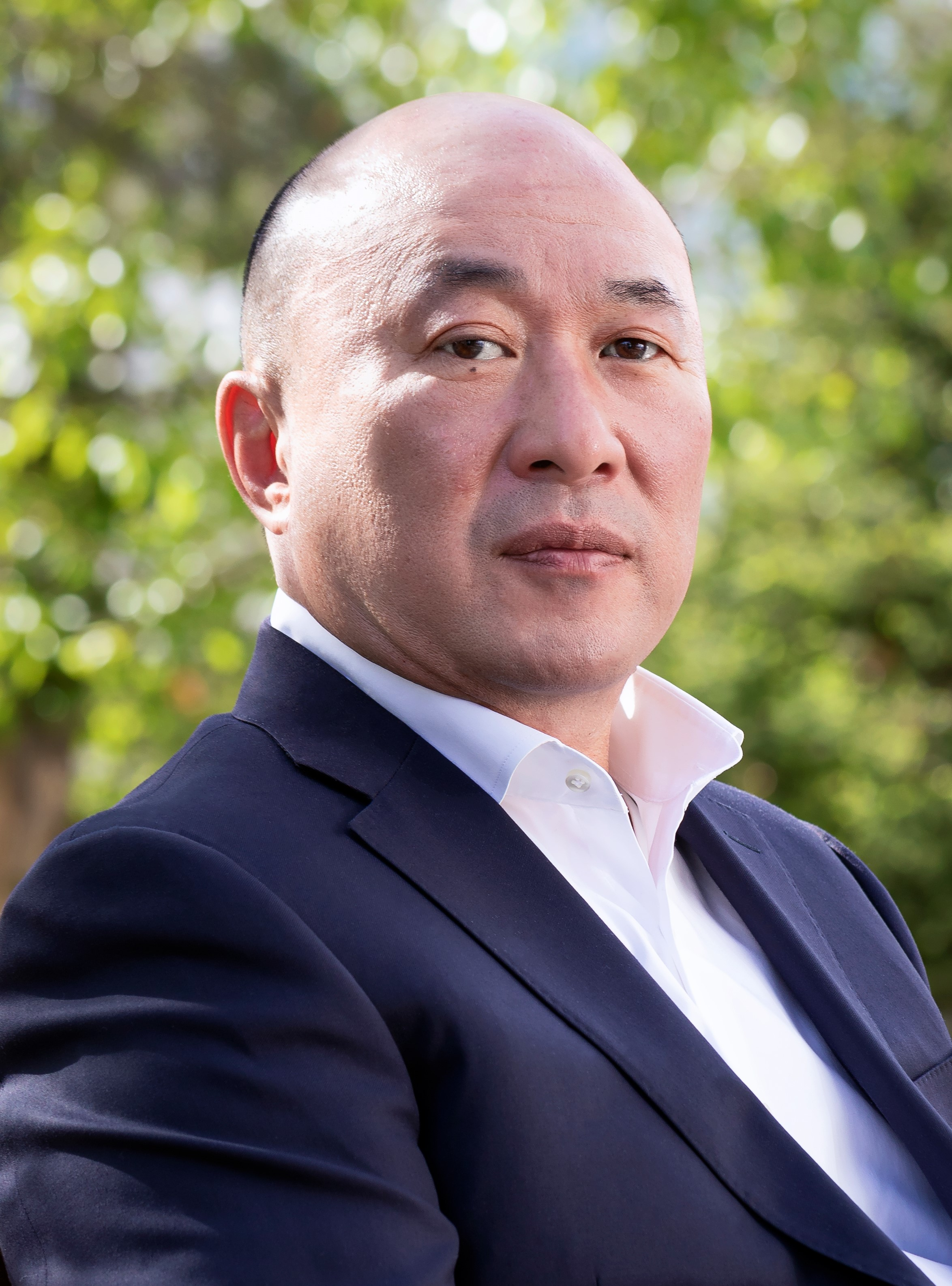

達瓦道爾吉·岡包勒德（羅馬化：Davaadorjiin Ganbold，1957年6月26日—）是一位著名的蒙古經濟學家和民主黨政治家。他是1990年蒙古革命和1980年代末和1990年代初的民主聯盟的主要人物之一。1990年，岡包勒德當選為蒙古民族進步黨主席，該黨後來合併成立蒙古民族民主黨。蒙古民族民主黨是現任蒙古民主黨的創始成員之一。岡包勒德於1990年至1992年間被任命為蒙古第一副總理。
岡包勒德於1992年至2000年當選為蒙古國家大呼拉爾的國會議員。岡包勒德於1996年至2000年擔任議會經濟政策常務委員會主席。他被認為是1990年代初期蒙古經濟改革背後的主要人物之一。1998年7月24日至8月底，他曾五次被提名為蒙古總理一職，但均被时任總統那楚克·巴嘎班迪否決。最終，民主聯盟放棄了讓岡包勒德擔任總理，而是提名了經巴嘎班迪批准的姜拉布·納蘭查茨拉勒特。

## 來源
- Nizam U. Ahmed and Philip Norton. Parliaments in Asia. p. 155-156.